# Progár
Progár (szerbül Прогар / Progar) falu Szerbiában, Belgrád fővárosi körzetben, Szurcsin városi községben. 

## Fekvése
A Szerémségben, a Száva bal partján, Szurcsintól 20 km-re délnyugatra terül el.

## Története
A trianoni békeszerződésig a Magyar Királyságon belül Horvát–Szlavónországban Szerém vármegye Zimonyi járásához tartozott, majd az új délszláv államhoz került. 1941–45 között a Független Horvát Államhoz tartozott. 1945-től Jugoszlávia, majd 2006 óta Szerbia része.

## Népesség
| 1948 | 1953 | 1971 | 1981 | 1991 | 2001 | 2011 |
| ---- | ---- | ---- | ---- | ---- | ---- | ---- |
| 1354 | 1267 | 1239 | 1367 | 1457 | 1455 | 1445 |